# 韩立明
韩立明（1964年9月—），女，汉族，江苏常州人，中华人民共和国政治人物。中共江苏省委党校研究生学历，高级政工师。2008年起担任全国人大代表。现任江苏省政协党组副书记、副主席。

## 生平
1984年7月毕业于镇江师范专科学校中文专业，同年8月参加工作。1986年4月加入中国共产党。在职毕业于中共江苏省委党校政治经济学专业。曾任溧阳市人民政府市长、市委书记。2008年，当选第十一届全国人民代表大会江苏地区代表。2011年6月，任中共南通市委常委、组织部部长。2012年6月，任南通市人民政府常务副市长。2016年1月，任中共南通市委副书记，并获提名担任南通市人民政府市长。2018年，当选第十三届全国人大代表。
2018年4月，任中共泰州市委书记，是泰州1996年建立地级市以来首任女性市委书记，也是时隔一年半后，江苏再有设区市女性市委书记（原南京市委书记黄莉新于2016年9月调任江苏省人民政府常务副省长）。
2019年10月8日，任中共南京市委副书记，南京市人民政府党组书记兼南京江北新区管委会主任；10月25日任南京市代市长。2020年1月12日，当选南京市市长。2021年4月8日，任中共江苏省委常委、南京市委书记；6月29日，辞去南京市市长职务。2024年12月1日不再担任中共江苏省委常委、南京市委书记，职务由时任中共海南省委常委、三亚市委书记周红波接替。12月31日，调入江苏省政协，任党组副书记。
2025年1月，当选江苏省十三届政协副主席。